# قصر أولاد عمر
قصر أولاد عمر هو قصرٌ (قريةٌ محصنة) في المغرب، يقعُ في منطقة جهة درعة تافيلالت. بني هذا القصر بتقنية التربة المدكوكة، حيثُ استعمل فيه الطين. تبلغ مساحته 2.61 هكتار.
يعد قصر أولاد عمر من بين القصور الشاسعة في المنطقة وما يجعله يكتسب هده الصفة كونه القصر الوحيد في المنطقة الذي يمتلك مستشفى مركزي من جهة ومن جهة تانية السوق البلدي (يكون يومي الاثنين والجمعة) هدا الأخير ساهم في انتعاش اقتصاد المنطقة، لغته الرسمية الشلحة، ويتميز ساكنة ولاد عمر بالكرم والسخاء. يحده من الجهة الغربية وادي درعة الذي يعد من أطول الأنهار في المغرب ومن الجهة الشرقية «جبل الفارغ» ومن الجنوب قصر أولاد يوسف من الشمال قصبة عمامو. ترجع شهرة هذا القصر في إنتاجه للتمور بشتى أشكاله كباقي القصور بجنوب المملكة من بين هده الأنواع نجد الجيهل وبوسكري والمجهول وبوفكوس وغيرهم.
يتواجد كذالك بقصر أولاد عمر عدة معالم تاريخية وعمرانية تتوزع على مختلف الجهات. تتواجد الجبال بشكل كبير في المنطقة وتحيط بها على جميع جوانبها بحيث يُلاحظ القصر من الجبل كأنه حفرة تتخذ شكل دائرة غامرة بالنخيل وبعض الأشجار الصحراوية الأخرى وجباله قديمة التكوين ومتعددة الأشكال الشيء الذي يساهم في نمو السياحة وازدهارها. التلال وهي عبارة عن كثبان رملية عالية وصغيرة القد والحجم وهي تلال واسعة وكثيرة تتواجد في الجهة الشرقية والجهة الغربية للقصر وتتخللها بعض شجيرات تسمى أفرسيك وبعض النباتات تسمى بالعكاية والبتيمة. كما يعرف القصر بتواجد مجموعة من الحيوانات منها الجمال البغال والحمير والأبقار والماعز.
يتميز مناخ هذا القصر بمناخ حار وجاف في الصيف وبارد وقارس في الشتاء كباقي مناطق الجنوب الشرقي للملكة المغربية. أما على المستوى الاقتصادي، فيعتمد القصر على بيع التمور وتربية الماشية وزراعة الحبوب والزراعات المعاشية "كاللفت والجز والمنوخية وغيرهم من الزراعات الأخرى.
يعاني القصر من مجموعة من المشاكل والتحديات على سبيل المثال: المياه الصالحة للشرب، والتي تعد أكثر المشاكل الشائكة خاصة وباقي دواوئر المنطقة بشكل عام. كما يقدر عدد الكلاب الضالة المتواجدة حالياً في المنطقة حوالي 600 كلب، وهدا عدد كبير جدا مما يجعلها تهدد سلامة الساكنة.